# Liebherr T 282B

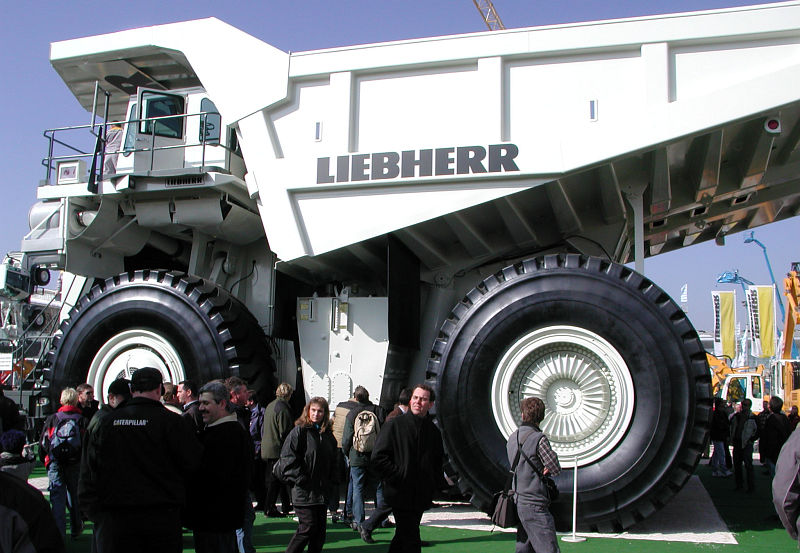
Liebherr T 282B

Liebherr T 282B este un model de autobasculantă de carieră de clasa ultra, pe ramă rigidă, biaxială, diesel/AC electrică powertrain proiectată și produsă de Liebherr Mining Equipment Co. în Newport News, VA din 29 martie 2004 până în prezent. Din 2004 până la lansarea Bucyrus MT6300AC și Caterpillar 797F în septembrie 2008 la MINExpo International, Liebherr T 282B a fost cea mai mare autobasculantă din lume.

## Cost
Deși prețul variză în dependeță de specificațiile comandatarului și a cantității comandate, fiecare T 282B costă între 4 și 5 milioane de dolari SUA. Liebherr se așteaptă să vândă duzine de T 282B în fiece an, în special operatorilor de mine de cărbune, cupru, fier și aur din SUA, Chile, Indonezia, Africa de Sud și Australia.

## Caracteristici
| Începere producere                | 29 martie 2004                                                  |
| Capacitatea nominală de încărcare | 363 t                                                           |
| Greutatea maximă, totală          | 596,9 t                                                         |
| Model motor                       | DDC/MTU 20V4000 sau Cummins QSK 78                              |
| Tip motor                         | V-20 (DDC/MTU) sau V-18 (Cummins)                               |
| Putere motor                      | 3.650 cp (2.722 kW) (DDC/MTU) sau 3.500 cp (2.610 kW) (Cummins) |
| Viteza maximă (încărcat)          | 64 km/h                                                         |
| Înălțime (gol)                    | 7,32 m                                                          |
| Înălțime (borduri crescute)       | 14,91 m                                                         |
| Lungime                           | 15,32 m                                                         |
| Lățime                            | 9,09 m                                                          |
| Ampatament                        | 6,60 m                                                          |
| Cacipate rezervor                 | 4.732 l                                                         |
| Dimensiunea anvelopei             | 59/80R63                                                        |